# Eufemia Estuardo
Eufemia Estuardo, condesa de Strathearn (m. h. 1434), fue una noble escocesa de la Edad Media, la hija de David Estuardo, conde palatino de Strathearn y de Caithness. Sucedió a su padre en ambos títulos tras la muerte de David entre 1385 y 1389 (probablemente en marzo de 1386.

## Herencia y matrimonios
Se desconoce la fecha en la que nació Eufemia, aunque se sabe que su nacimiento tuvo lugar en Escocia. Fue la hija de David Estuardo, conde de Strathearn y de Caithness. Su madre fue la hermana de David Lindsay, I conde de Crawford, pero no hay constancia de su nombre. Al ser hija única, fue la heredera de los condados de su padre. Su padre falleció alrededor de marzo de 1386, y ella se convirtió en condesa de Strathearn y de Caithness suo iure. Adoptó el título de condesa palatina de Strathearn, pero cedió el de conde de Caithness a su tío Walter Estuardo, conde de Atholl, antes del año 1402.
Contrajo matrimonio con Patrick Graham, hijo de sir Patrick Graham de Dundaff. La pareja tuvo los siguientes hijos:
- Malise Graham, conde de Menteith.
- Euphemia Graham, que se casó dos veces: hacia 1425, con Archibald Douglas, V conde de Douglas, que falleció en 1439; y con James Hamilton de Cadzow, I lord Hamilton.
- Elizabeth (o Anna), que se casó con sir John Lyon, I maestro de Glamis (m. 1435).[1]

Parece que Patrick Graham asumió la condición de conde de Strathearn, como se desprende de una carta mencionada por lord Strathallan en su historia de los Drummond y otras que figuran en el Register of the Great Seal. Murió el día de San Lorenzo (10 de agosto) de 1413, cerca de Crieff, a manos de sir John Drummond de Concraigh, lugarteniente de Strathearn, en una escaramuza que surgió entre ellos porque el conde-consorte estaba descontento con las obligaciones oficiales de sir John.
La condesa lo sobrevivió, y recibió las dispensas papales para casarse con Roberto Estuardo de Fife, primogénito de Murdoch Estuardo, duque de Albany (el 4 de mayo de 1414), y, después, con Walter, el hermano de Roberto (5 de septiembre de 1415). En el Scots Peerage, se afirma que contrajo nupcias con sir Patrick Dunbar de Bele, aunque este dato es erróneo: en 2009 quedó probado que se trataba de un segundo matrimonio de Eufemia Estuardo, hija de Juan Estuardo de Railston y la madre de sir Patrick Graham, el marido de la condesa Eufemia. Aún vivía en 1434, pero este es el último año que se la nombra en los documentos.